# آرون کوپلند
آرون کوپلند (به انگلیسی: Aaron Copland) از آهنگسازان سده بیستم آمریکا در ۱۴ نوامبر ۱۹۰۰ در بروکلین به دنیا آمد و در ۲ دسامبر ۱۹۹۰ در تاری تاون شمالی، نیویورک در گذشت.

## برخی از آثار
- کنسرتو پیانو
- چندین باله
- چندین سمفونی
- تعدادی موسیقی فیلم

## شنیدن آثار
- شش نوازی
- گفتگو با بی‌بی‌سی بایگانی‌شده  در ۱۵ مارس ۲۰۱۲ توسط Wayback Machine
- گفتگو با ان پی آر
- youtube